# オーバードライビンDX
『オーバードライビンDX』は1994年にエレクトロニック・アーツ=ビクターから販売されたPlayStation用のドライビングゲームである。日本国外では『The Need for Speed』の名称で販売されている。

## 解説
『ニード・フォー・スピードシリーズ』第1作。本作は対戦モードが存在し、画面が2分割される。また、本体を2台用意すれば通信モードによる対戦が可能である。
本作では警察が存在し、スピード違反をすると警察に追跡される。警察の追跡を振り切れれば問題ないが、追い越されて止められると切符を切られてしまう。同じレースで2回切符を切られるとゲームオーバーとなる。
本作に収録されているコースは全てが仮想のコースであり、環状コースが3コース、ストレートコースが3コース存在するほか、隠しコースが1コースある。
また、本作においては一部実写取り込みが用いられている。

## 車種

### プレイアブル
- ランボルギーニ・ディアブロVT
- ポルシェ・911カレラ
- シボレー・コルベットZR-1
- フェラーリ・512TR
- ダッジ・バイパーRT/10
- アキュラ・NSX
- マツダ・RX-7
- トヨタ・スープラ

## レースモード
- タイムアタック プレイヤーの1台でコールまでのタイムを競う
- 1VS1 ライバルとの一騎討ちレース
- シングルレース 好きなコースで7台のライバルと競うレース
- トーナメント 7台のライバルと全てのコースで競うレース